# ولسوالی شینواری
ولسوالی شینواری یکی از ولسوالی‌های ولایت پروان، به مرکزیت شهر قاقشال در شمال خاوری افغانستان است. شینواری در دامنه جنوبی هندوکش واقع شده و ۶۷۷ کیلومترمربع مساحت دارد. جمعیت آن در سال ۱۳۹۹ حدود ۴۶٫۵۰۱ نفر می‌باشد. این ولسوالی از جنوب با ولسوالی چاریکار و ولایت کابل، از شرق با ولسوالی‌های سالنگ جبل‌سراج و چاریکار از غرب با ولسوالی غوربند ولایت کاپیسا و از شمال با ولایت بغلان هم‌مرز است.